# S-IV
S-IV (на английски: S-IV) – ускорителен блок, използван в конфигурацията на ракетата – носител Сатурн I. Произведен от Дъглас Еъркрафт и използван от НАСА в ранните етапи на програмата Аполо.

## Дизайн
Ускорителен блок S-IV представлява голям горивен резервоар, който захранва клъстер от шест двигателя RL-10A-3. Формира втората степен на ракетата – носител Сатурн I. Всеки един от двигателите има тяга от 66,7 kN, като така е осигурена сумарна тяга около 400 kN за цялата степен. Използвани са високоенергетични криогенни горива – течен водород (LH2) и течен кислород (LOX). Всъщност, горивните резервоари са два, разделени от една обща преграда. Предната стена на резервоара за течния кислород (LOX) оформя кърмовата преграда на резервоара за течния водород (LH2). Тя представлява двойна преграда от фибростъкло тип „пчелна пита“ с дебелина 6,4 мм. Екстремно ниската температура на течния водород създава вакуум във фибростъклото и осигурява ниска топлопроводимост, като по този начин пречи на преноса на по-висока температура от по-топлия течен кислород. Това високотехнологично решение пести около десет тона от структурното тегло на блока.

## Спецификация
Ускорителен блок S-IV има следните характеристики:

### Размери
- Височина – 12,19 м.
- Диаметър – 5,49 м.
- Сухо тегло – 5217 кг.
- Максимално тегло – 50 576 кг.

### Двигатели
- Тип – шест Rocketdyne RL-10A-3 с тяга 66,7 kN всеки.
- Сумарна тяга – около 400 kN.
- Време за работа – 482 сек.
- Специфичен импулс – 410 сек.
- Дължина – 4,14 м.
- Диаметър – 2,13 м.
- Маса – 277 кг.
- Гориво – течен водород (LH2).
- Окислител – течен кислород (LOX).
- Височина на орбита – 440 км.

## Развитие
S-IV е произведен от Дъглас Еъркрафт като втора степен на ракета-носител Сатурн I. При започване на изпитателните полети става ясно, че за пилотираните мисии от програмата Аполо ще е необходим по-мощен ускорителен блок. Така S-IV е модифициран и на негова база е създаден технологичния шедьовър S-IVB, използван като втора степен в ракетата – носител Сатурн IB и като трета ускорителна степен в Сатурн V.